# Lenguaje de marcado

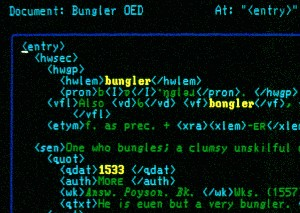
Un lenguaje especializado basado en SGML es el que se emplea para redactar la versión digital del Oxford English Dictionary. Permite búsquedas sofisticadas, además de facilitar la conversión a HTML.

Un lenguaje de marcado o lenguaje de marcas es una forma de codificar un documento que, junto con el texto, incorpora etiquetas o marcas que contienen información adicional acerca de la estructura del texto o su presentación.
El lenguaje de marcas más extendido es el HTML (HyperText Markup Language, lenguaje de marcado de hipertexto), fundamento del World Wide Web (entramado de comunicación de alcance mundial).
Los lenguajes de marcado suelen confundirse con lenguajes de programación. Sin embargo, no son lo mismo, ya que el lenguaje de marcado no tiene funciones aritméticas o variables, como poseen los lenguajes de programación. Históricamente, el marcado se usaba y se usa en la industria editorial y de la comunicación, así como entre autores, editores e impresores.
Un ejemplo de cómo funciona el lenguaje de marcado puede observarse en el dictado de viva voz de un documento a una persona que lo transcribe a máquina:
Ponga estilo de carta, ponga comillas, ponga mayúsculas, Estimado Juan, ponga dos puntos, aparte, sangría, ponga primera letra mayúscula, te escribo esta carta, ponga negrillas, de forma muy urgente, cierre negrilla, ya que no me has enviado..., etc.

## Clases de lenguajes de marcado

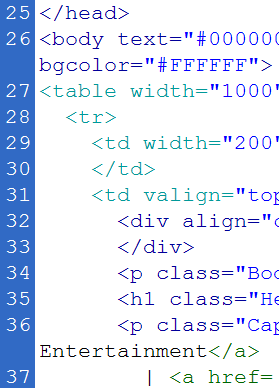
Fragmento de Código HTML (Lenguaje de marcado).

Se suele diferenciar entre tres clases de lenguajes de marcado, aunque en la práctica pueden combinarse varias clases en un mismo documento. Por ejemplo, el HTML contiene etiquetas puramente procedimentales, como la B de bold (negrita), junto con otras puramente descriptivas (BLOCKQUOTE, el atributo HREF). El HTML también incluye el elemento PRE, que indica que el texto debe representarse tal y como está escrito.

### Marcado de presentación
El marcado de presentación es aquel que indica el formato del texto. Este tipo de marcado es útil para maquetar la presentación de un documento para su lectura, pero resulta insuficiente para el procesamiento automático de la información. El marcado de presentación resulta más fácil de elaborar, sobre todo para cantidades pequeñas de información. Sin embargo resulta complicado de mantener o modificar, por lo que su uso se ha ido reduciendo en proyectos grandes en favor de otros tipos de marcado más estructurados.
Se puede tratar de averiguar la estructura de un documento de esta clase buscando pistas en el texto. Por ejemplo, el título puede ir precedido de varios saltos de línea (o renglón), y estar ubicado centrado en la página web. Varios programas pueden deducir la estructura del texto basándose en esta clase de datos, aunque el resultado suele ser bastante imperfecto. Un ejemplo de marcado de presentación, puede ser RTF.

### Marcado de procedimientos
El marcado de procedimientos está enfocado hacia la presentación del texto, sin embargo, también es visible para el usuario que edita el texto. El programa que representa el documento debe interpretar el código en el mismo orden en que aparece. Por ejemplo, para formatear un título, debe haber una serie de directivas inmediatamente antes del texto en cuestión, indicándole al software instrucciones tales como centrar, aumentar el tamaño de la fuente, o cambiar a negrita. Inmediatamente después del título deberá haber etiquetas inversas que reviertan estos efectos. En sistemas más avanzados se utilizan macros o pilas que facilitan el trabajo.
Algunos ejemplos de marcado de procedimientos son nroff, troff, TeX. Este tipo de marcado se ha usado extensivamente en aplicaciones de edición profesional, manipulados por tipógrafos calificados, ya que puede llegar a ser extremadamente complejo.

### Marcado descriptivo
El marcado descriptivo o semántico utiliza etiquetas para describir los fragmentos de texto, pero sin especificar cómo deben ser representados, o en qué orden. Los lenguajes expresamente diseñados para generar marcado descriptivo son el SGML y el XML.
Las etiquetas pueden utilizarse para añadir al contenido cualquier clase de metadatos. Por ejemplo, el estándar Atom, un lenguaje de sindicación, proporciona un método para marcar la hora «actualizada», que es el dato facilitado por el editor de cuándo ha sido modificada por última vez cierta información. El estándar no especifica cómo se debe representar, o siquiera si se debe representar. El software puede emplear este dato de múltiples maneras, incluyendo algunas no previstas por los diseñadores del estándar.
Una de las virtudes del marcado descriptivo es su flexibilidad: los fragmentos de texto se etiquetan tal como son, y no tal como deben aparecer. Estos fragmentos pueden utilizarse para más usos de los previstos inicialmente. Por ejemplo, los hiperenlaces fueron diseñados en un principio para que un usuario que lee el texto los pulse. Sin embargo, los buscadores los emplean para localizar nuevas páginas con información relacionada, o para evaluar la popularidad de determinado sitio web.
El marcado descriptivo también simplifica la tarea de reformatear un texto, debido a que la información del formato está separada del propio contenido. Por ejemplo, un fragmento indicado como cursiva (<i>texto</i>), puede emplearse para marcar énfasis o bien para señalar palabras en otro idioma. Esta ambigüedad, presente en el marcado presentacional y en el procedimental, no puede soslayarse más que con una tediosa revisión a mano. Sin embargo, si ambos casos se hubieran diferenciado descriptivamente con etiquetas distintas, podrían representarse de manera diferente sin esfuerzo.
El marcado descriptivo está evolucionando hacia el marcado genérico. Los nuevos sistemas de marcado descriptivo estructuran los documentos en árbol, con la posibilidad de añadir referencias cruzadas. Esto permite tratarlos como bases de datos, en las que el propio almacenamiento tiene en cuenta la estructura, no como en los grandes objetos binarios (blobs) como en el pasado. Estos sistemas no tienen un esquema estricto como las bases relacionales, por lo que a menudo se las considera bases semiestructuradas.

## Mapa de los lenguajes de marcas
Esta es una relación de los principales lenguajes de marcas ordenados por su campo de aplicación. Nótese que los lenguajes de ámbito general pueden usarse para aplicaciones más específicas (pero no al revés).

### Principales
GML --> SGML --> XML --> Dialectos XML

### Documentos en general
| Lenguajes descriptivos       | Lenguajes de presentación                         | Lenguajes ligeros                                                     | Lenguajes para manuales                                       |
| - ASN.1 - EBML - YAML - HTML | - Rich Text Format - S1000D - TeX - troff - Typst | - BBCode - Markdown - ReStructuredText - setext - Textile - Wikitexto | - DocBook - HelpML - LinuxDoc - POD - Microsoft Assistance ML |

### Tecnologías de internet
| World Wide Web                                                            | Interfaz de usuario                                                                       | Sindicación                              | Servicios web                                 |
| - HTML - XHTML - Wireless ML - Handhelp ML - RDF - Meta Content Framework | - GladeXML - MXML (Macromedia) - User Interface ML - XAML and MyXaml - XForms - XUL / XBL | - Atom - RSS - ICE - OPML y OML - SyncML | - WSDL - XINS - WSCL - WSFL - XML-RPC - Webml |

### Lenguajes especializados
- Gráficos 2D: SVG, CGM, VML, InkML.
- Gráficos 3D: VRML/X3D, STEP.
- Matemática: MathML y OpenMath.
- Música:  LilyPond y MusicXML.
- Taxonomía: DITA
- Contabilidad financiera: eXtensible Business Reporting Language.
- Geomática: Geography ML.
- Aeronáutica: Spacecraft ML.
- Multimedia: Synchronized Multimedia Integration Language.
- Voz: VoiceXML.
- Mensajería instantánea: XMPP.
- Videojuegos: BulletML,  COLLADA.

## Historia
Los lenguajes de marcas se llaman así por la práctica tradicional de marcar los manuscritos con instrucciones de impresión en los márgenes. En la época de la imprenta, esta tarea ha correspondido a los marcadores, que indicaban el tipo de letra, el estilo y el tamaño, así como la corrección de errores, para que otras personas compusieran la tipografía. Esto condujo a la creación de un grupo de marcas estandarizadas. Con la introducción de las computadoras, se trasladó un concepto similar al mundo de la informática.

### Orígenes
El concepto de lenguaje de marcas fue expuesto por primera vez por William W. Tunnicliffe en 1967. La mayor novedad consistía en la separación entre la presentación y la estructura del texto. Tunnicliffe, que prefería referirse a este concepto como codificación genérica (generic coding), dirigiría más tarde el desarrollo de un estándar al que bautizaría como GenCode, destinado a la industria editorial. El editor Stanley Fish también expuso ideas similares a finales de los años 1960. Brian Reid, en su disertación de 1980 en la Carnegie Mellon University, mostró su teoría y una implementación práctica de un lenguaje descriptivo todavía en uso.
Sin embargo, quien es considerado el padre de los lenguajes de marcas es Charles Goldfarb, investigador para la compañía IBM. Goldfarb participó en la creación del lenguaje GML, y posteriormente dirigió el comité que elaboró el estándar SGML, la piedra angular de los lenguajes de marcas. En cualquier caso, y a pesar de las controversias sobre su origen, es comúnmente aceptado que la idea surgió de forma independiente varias veces durante los 70, y que se generalizó en los años 1980.

### Los lenguajes primitivos
El primer lenguaje que diferenció claramente la estructura de la presentación fue ciertamente el Scribe, desarrollado por Brian Reid y descrito en 1980 en su tesis doctoral. Scribe era revolucionario por varios motivos, no solo porque separaba el estilo de las propias marcas del documento, también por el control gramático del empleo de elementos descriptivos. Scribe influyó en el desarrollo de los lenguajes posteriores. 
Otro de los principales estándares de publicación es TeX, creado y mantenido por Donald Knuth en los años 70 y 80. TeX se centra en la estructura detallada del texto y la descripción de las fuentes, fundamentalmente en el campo de las publicaciones matemáticas especializadas. Esto obligó a Knuth a dedicar un tiempo considerable en el estudio de la tipografía. Sin embargo, TeX requiere amplios conocimientos para ser utilizado, por lo que solo ha cuajado en entornos académicos, en los que es el estándar de facto en varias disciplinas científicas. El software más extendido para el empleo de TeX es LaTeX.
Al margen de la industria editorial también surgieron algunas iniciativas, como los lenguajes troff y nroff, lenguajes utilizados para maquetación en sistemas UNIX. Su funcionalidad era limitada porque obligaba a trabajar mediante ensayo y error, hasta que las marcas insertadas en el texto ofrecieran el resultado deseado. Estos lenguajes no llegaron a cuajar en entornos profesionales, siendo utilizados por usuarios ocasionales. La aparición de procesadores de texto tipo WYSIWYG relegó a estos sistemas al olvido.

### La generalización de los lenguajes de marcas
La iniciativa que sentaría las bases de los actuales lenguajes, partiría de la empresa IBM, que buscaba nuevas soluciones para mantener grandes cantidades de documentos. El trabajo fue encomendado a Charles F. Goldfarb, que junto con Edward Mosher y Raymond Lorie, diseñó el Generalized Markup Language o GML (nótese que también son las iniciales de sus creadores). Este lenguaje heredó del proyecto GenCode la idea de que la presentación debe separarse del contenido. El marcado, por tanto, se centra en definir la estructura del texto y no su presentación visual.
El lenguaje GML fue un gran éxito y pronto se extendió a otros ámbitos, siendo adoptado por el gobierno de Estados Unidos, con lo que surgió la necesidad de estandarizarlo. En los primeros años 1980 se constituyó un comité dirigido por Goldfarb. Sharon Adler, Anders Berglund y James D. Mason fueron también miembros de dicho comité. Se incorporaron ideas de diferentes fuentes, y participó gran cantidad de gente. Tras un largo proceso, en 1986 la Organización Internacional para la Estandarización publicaría el Standard Generalized Markup Language con rango de Estándar Internacional con el código ISO 8879.
El SGML especifica la sintaxis para la inclusión de marcas en los textos, así como la sintaxis del documento que especifica qué etiquetas están permitidas y dónde: el Document Type Definition o schema. Esto permitía que un autor emplease cualquier marca que quisiera, eligiendo nombres para las etiquetas que tuvieran sentido tanto por el tema del documento como por el idioma. Así, el SGML es, estrictamente hablando, un metalenguaje, del que se derivan varios lenguajes especializados. Desde finales de los 80 han aparecido nuevos lenguajes basados en SGML, como por ejemplo el TEI o el DocBook.
El SGML tuvo una gran aceptación y hoy día se emplea en campos en los que se requiere documentación a gran escala. A pesar de ello, resultó farragoso y difícil de aprender, como consecuencia de la ambición de los objetivos previstos. Su gran potencia era a la vez una ventaja y una desventaja. Por ejemplo, ciertas etiquetas podían tener solo principio, o solo final, o incluso ser obviadas, pensando en que los textos serían redactados a mano y que así se ahorrarían pulsaciones de teclas. Sin embargo fue un punto clave en el desarrollo de los lenguajes de marcas actuales, ya que la gran mayoría derivan de este.

### La popularización: el HTML
En 1991, parecía que los editores WYSIWYG (que almacenan los documentos en formatos binarios propietarios) abarcarían casi la totalidad del procesamiento de textos, relegando al SGML a usos profesionales o industriales muy específicos. Sin embargo, la situación cambió drásticamente cuando Sir Tim Berners-Lee, que había aprendido SGML de su compañero en el CERN Anders Berglund, utilizó la sintaxis SGML para crear el HTML.
Este lenguaje era similar a cualquier otro creado a partir del SGML, sin embargo resultó extraordinariamente sencillo, tanto que el DTD no se desarrolló hasta más tarde. DeRose argumenta que la flexibilidad y escalabilidad del marcado HTML fue uno de los principales factores, junto con el empleo de URLs y la distribución libre de navegadores, del éxito de la World Wide Web.
El HTML es hoy día el tipo de documento más empleado en el mundo. Su sencillez era tal que cualquier persona podía escribir documentos en este formato, sin apenas necesidad de conocimientos de informática. Esta fue una de las razones de su éxito, pero también condujo a un cierto caos. El crecimiento exponencial de la web en los años 90 produjo documentos en cantidades ingentes pero mal estructurados, problema agravado aún más por la falta de respeto por los estándares, por parte de diseñadores web y fabricantes de software.

### La madurez: el XML

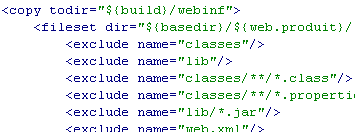
Ejemplo de código XML.

La respuesta a los problemas surgidos en torno al HTML vino de la mano del XML (eXtensible Markup Language). El XML es un metalenguaje que permite crear etiquetas adaptadas a las necesidades (de ahí lo de «extensible»). El estándar define cómo pueden ser esas etiquetas y qué se puede hacer con ellas. Es además especialmente estricto en cuanto a lo que está permitido y lo que no, todo documento debe cumplir dos condiciones: ser válido y estar bien formado.
El XML fue desarrollado por el World Wide Web Consortium, mediante un comité creado y dirigido por Jon Bosak. El objetivo principal era simplificar el SGML para adaptarlo a un campo muy preciso: documentos en internet.
El nuevo lenguaje se extendió con rapidez, ya que todo documento XML es a su vez SGML. Los programas y documentos creados para y con SGML podían convertirse casi automáticamente al nuevo lenguaje. El XML simplificó radicalmente la complejidad del SGML, facilitando el aprendizaje y la implementación del nuevo estándar. Se solucionaron además viejos problemas, como los surgidos de la internacionalización, y la imposibilidad de validar un documento sin schema. El acierto fundamental de este lenguaje es que logra un equilibrio entre simplicidad y flexibilidad.
El XML fue ideado en principio para entornos semiestructurados, como textos y publicaciones. Uno de los ejemplos más claros es el XHTML, la redefinición del HTML en clave XML, con las ventajas que ello supone. Sin embargo pronto se observó que sus virtudes podían ser útiles en campos bien distintos. Los lenguajes basados en XML tienen aplicaciones incontables, como en la transacción de datos entre servidores, intercambio de información financiera, fórmulas y reacciones químicas, y un largo etcétera.

### Tendencias
Las nuevas tendencias han abandonado los documentos con estructura en árbol. Los textos de la literatura antigua suelen tener estructura de prosa o de poesía: versículos, párrafos, etc. Los documentos de referencia suelen organizarse en libros, capítulos, versos y líneas. A menudo se entremezclan unos con otros, por lo que la estructura en árbol no se ajusta a sus necesidades. Los nuevos sistemas de modelado superan estos inconvenientes, como el MECS, diseñado para la obra de Wittgenstein, o las TEI Guidelines, LMNL, y CLIX.
La Iniciativa de codificación de textos o Text Encoding Initiative (TEI) ha publicado multitud de  guías para la codificación de documentos de interés en humanidades y ciencias sociales, desarrollados durante años de trabajo colaborativo internacional. Estas directrices se han empleado en innumerables proyectos de catalogación de documentos históricos, trabajos académicos, etc.

### La web semántica
Los lenguajes de marcado son la herramienta fundamental en el diseño de la web semántica, aquella que no solo permite acceder a la información, sino que además define su significado, de forma que sea más fácil su procesamiento automático y se pueda reutilizar para distintas aplicaciones. Esto se consigue añadiendo datos adicionales a los documentos, por medio de dos lenguajes expresamente creados: el RDF (Resource descriptión framework-Plataforma de descripción de recursos) y OWL (Web Ontology Language-Lenguaje de ontologías para la web), ambos basados en XML.

## Características

### Texto plano
Una de las principales ventajas de este tipo de codificación es que la gran mayoría puede ser interpretada directamente dado que son archivos de texto plano, quedando excluidos algunos lenguajes de presentación que guardan la información en archivos binarios como '.doc' de MS Word donde solo una pequeña parte de la información es legible. Esto es una ventaja evidente respecto a los sistemas de archivos binarios, que requieren siempre de un programa intermediario para trabajar con ellos. Un documento escrito con lenguajes de marcado puede ser editado por un usuario con un sencillo editor de textos, sin perjuicio de que se puedan utilizar programas más sofisticados que faciliten el trabajo.
Al tratarse solamente de texto, los documentos son independientes de la plataforma, sistema operativo o programa con el que fueron creados. Esta fue una de las premisas de los creadores de GML en los años 70, para no añadir restricciones innecesarias al intercambio de información. Es una de las razones fundamentales de la gran aceptación que han tenido en el pasado y del excelente futuro que se les augura.

### Compacidad
Las instrucciones de marcado se entremezclan con el propio contenido en un único archivo o flujo de datos. Este es un ejemplo en diferentes lenguajes de marcas:
| Ejemplos         | HTML                                                          | LaTeX                                                                   | Wikitexto                     |
| ---------------- | ------------------------------------------------------------- | ----------------------------------------------------------------------- | ----------------------------- |
| Título           | <h1>Título</h1>                                               | \section{Título}                                                        | == Título ==                  |
| Lista            | <ul> <li>Punto 1</li> <li>Punto 2</li> <li>Punto 3</li> </ul> | \begin{itemize} \item Punto 1 \item Punto 2 \item Punto 3 \end{itemize} | * Punto 1 * Punto 2 * Punto 3 |
| texto en negrita | <b>texto</b>                                                  | \bf{texto}                                                              | '''texto'''                   |
| texto en cursiva | <i>texto</i>                                                  | \it{texto}                                                              | ''texto''                     |

El código entre paréntesis angulares como <ul>, o con códigos \section, son instrucciones de marcado, también llamados etiquetas. Estas etiquetas en concreto son descriptivas de la estructura del documento, pudiendo ser su presentación visual de varias maneras. La etiqueta i (de italics, cursiva), por el contrario, especifica que el texto se debe mostrar en cursiva, sin especificar el motivo de esta diferenciación: es una etiqueta presentacional. El texto entre estas instrucciones es el propio contenido del documento.

### Facilidad de procesamiento
Las organizaciones de estándares han venido desarrollando lenguajes especializados para los tipos de documentos de comunidades o industrias concretas. Uno de los primeros fue el CALS, utilizado por las fuerzas armadas de EE. UU. para sus manuales técnicos. Otras industrias con necesidad de gran cantidad de documentación, como las de aeronáutica, telecomunicaciones, automoción o hardware, ha elaborado lenguajes adaptados a sus necesidades. Esto ha conducido a que sus manuales se editen únicamente en versión electrónica, y después se obtenga a partir de esta las versiones impresas, en línea o en CD. Un ejemplo notable fue el caso de Sun Microsystems, empresa que optó por escribir la documentación de sus productos en SGML, ahorrando costes considerables. El responsable de aquella decisión fue Jon Bosak, que más tarde fundaría el comité del XML.

### Flexibilidad
Aunque originalmente los lenguajes de marcas se idearon para documentos de texto, se han empezado a utilizar en áreas como gráficos vectoriales, servicios web, sindicación web o interfaces de usuario. Estas nuevas aplicaciones aprovechan la sencillez y potencia del lenguaje XML. Esto ha permitido que se pueda combinar varios lenguajes de marcas diferentes en un único archivo, como en el caso de XHTML+SMIL y de XHTML+MathML+SVG.